# Глобы

Глобы (укр. Глоби) — село,
Руновщинский сельский совет,
Полтавский район,
Полтавская область,
Украина.
Код КОАТУУ — 5324084606. Население по переписи 2001 года составляло 10 человек.

## Географическое положение
Село Глобы находится на левом берегу реки Свинковка,
выше по течению на расстоянии в 2 км расположено село Карнаухи,
ниже по течению на расстоянии в 2 км расположено село Сягайлы,
на противоположном берегу — село Петрашёвка.